# 石井マーク
石井 マーク（いしい マーク、1991年11月21日 - ）は、日本の声優、舞台俳優。千葉県柏市出身。
フリーで活動。以前はスペースクラフト・エンタテインメント、ジャストプロ、アクセント、Mol+0に所属していた。

## 来歴
日本とフィリピンのハーフであり、4歳までをフィリピンで過ごす。
中学時代はテニス部に所属。中学3年の時にゲーム『.hack//G.U.』で櫻井孝宏が演じる主人公・ハセヲに魅力を感じたことがきっかけとなり、声優を目指すようになる。高校時代は友達とラジオ番組を制作した。高校卒業後は声優の専門学校へ進学し、専門学校東京アナウンス学院放送声優科を卒業後、スペースクラフト・エンタテインメントの預りとなる。
2013年4月、『プレゼント◆5』の風間雪大役で舞台デビュー。2014年7月、『思い出のマーニー』でアニメデビュー。同年10月、『ガンダム Gのレコンギスタ』のベルリ・ゼナム役で初主演を果たした。
2016年3月6日、スペースクラフト・エンタテインメントを退所。フリー期間を経て、7月10日よりジャストプロへ所属となる。
2019年3月9日、第13回声優アワードで新人男優賞を受賞した。
プライベートでは、2016年3月7日に榎本温子と結婚したが、2018年8月9日に離婚したことを双方のTwitterで発表した。
所属事務所のジャストプロの子会社スタッフに対する不信感からストレスが募っていたことも要因に、2019年11月頃より緊張やストレスを感じる場面で発声障害が起きるようになり、同年12月26日、適応障害からくる体調不良との診断を受けたことを公表した。翌27日、療養のために期限を設けず声優活動を休止し、所属事務所のジャストプロを退所したことを発表した。このことは2020年1月に発表することを石井は希望していたが、ジャストプロ役員の意向により、急遽同日に発表されることとなった。
約半年間の療養の末、仕事を再開できるまでに回復し、2020年7月1日よりアクセントに所属して復帰した。
2023年2月、スタッフによるTwitterアカウントが開設され、のちに本人アカウントとなる。同年7月1日付で新設事務所・Mol+0に所属することが発表された。
2025年7月1日、契約満了につき所属事務所を退社、フリーとして活動していく旨が本人X（旧Twitter）にて発表された。

## 人物
趣味はサバイバルゲーム、テニス、プラモデル、釣り、動画編集、ヴォーカルMIX。特技はPCの組み立て作業、プラモデル作り。

## 後任・代役
石井の休業に伴い、持ち役を引き継いだ人物は以下の通り。
| 後任     | 役名           | 作品                                    | 後任の初出演                                 | 復帰時期                                    |
| -------- | -------------- | --------------------------------------- | -------------------------------------------- | ------------------------------------------- |
| 真野拓実 | 新導クロノ     | 『カードファイト!! ヴァンガードG』      | 『カードファイト!! ヴァンガード 新右衛門編』 | Web配信番組『ヴァンガード10周年記念配信！』 |
| 梶原岳人 | 吉條七緒       | 『オンエア!』                           | 2020年7月22日更新                            | なし                                        |
| 市来光弘 | エルセム       | 『グランブルーファンタジー ヴァーサス』 | 2020年9月DLC                                 | 2021年1月DLC                                |
| 新祐樹   | ボビー・ポプコ | 『フラー・ハウス』                      | 第5シーズン                                  | なし                                        |

## 出演
太字はメインキャラクター。

### テレビアニメ
2014年
- ガンダム Gのレコンギスタ（2014年 - 2015年、ベルリ・ゼナム）
- カードファイト!! ヴァンガードG（2014年 - 2018年、新導クロノ） - 5シリーズ

2015年
- ハイキュー!! シリーズ（2015年 - 2020年、灰羽リエーフ ） - 3シリーズ
- みにヴぁん（2015年 - 2016年、新導クロノ、カーネーションの銃士 リクハルド）

2016年
- バッテリー（野々村旭良）

2017年
- ラブ米 -WE LOVE RICE-（ひのひかり） - 2シリーズ
- 月がきれい（稲葉保仁）
- GRANBLUE FANTASY The Animation（エルセム）
- 境界のRINNE（ナス男）

2018年
- 邪神ちゃんドロップキック（警官A）
- おとなの防具屋さん（2018年 - 2021年、カウツ / 少年カウツ） - 2シリーズ
- 逆転裁判 〜その「真実」、異議あり!〜（警官）

2019年
- 魔入りました!入間くん（2019年 - 2023年、ダリ、グシオン・サニー・グレイブ、バウくん） - 3シリーズ

2020年
- 理系が恋に落ちたので証明してみた。（2020年 - 2022年、高橋先生） - 2シリーズ
- 歌舞伎町シャーロック（中条崇）

2023年
- 『FLAGLIA』〜なつやすみの物語〜（タギ）

2024年
- 即死チートが最強すぎて、異世界のやつらがまるで相手にならないんですが。（リック）
- 喧嘩独学（岳人）
- 忘却バッテリー（巻田広伸）

### 劇場アニメ
- 思い出のマーニー[4]（2014年、武）
- Gのレコンギスタ I - V（2019年 - 2022年、ベルリ・ゼナム[38]） - 5作品[39][40]
- 劇場版ハイキュー!! ゴミ捨て場の決戦（2024年、灰羽リエーフ[41]）

### OVA
- ハイキュー!!（2015年 - 2020年、灰羽リエーフ[42][43]） - コミックス第15巻アニメDVD付予約限定版、OVA『陸 VS 空』

### Webアニメ
- 紅き大魚の伝説（2018年[44]）
- 七ヶ浜でみつけた（2021年、ナギ）
- みにヴぁん ら〜じ（2021年 - 2022年、新導クロノ） - 2シリーズ

### ゲーム
2014年
- 白猫プロジェクト（ロベルト）

2015年
- 学園CLUB〜放課後のヒミツ〜（山岡優夜）
- 機動戦士ガンダム エクストリームバーサス（2015年 - 2017年、ベルリ・ゼナム） - 2作品
- グランブルーファンタジー（2015年 - 2024年、エルセム） - 3作品
- 終末のトロイメライ（リヒト）
- 大正×対称アリス

2016年
- SDガンダム GGENERATION（2016年 - 2020年、ベルリ・ゼナム） - 2作品
- カードファイト!! ヴァンガードG ストライド トゥ ビクトリー!!（新導クロノ）
- ハイキュー!! Cross team match!（灰羽リエーフ）

2017年
- ガンダムバーサス（ベルリ・ゼナム）
- ドラゴンジェネシス -聖戦の絆-（モルドレッド）
- 秘密の宿屋〜ヒーローと暮らすほのぼのRPG〜（タケシ）

2018年
- スーパーロボット大戦X（ベルリ・ゼナム）
- テリア・サーガ（ジャッカル、ジェイル）
- オンエア!（吉條七緒〈初代〉）
- 機動戦士ガンダム エクストリームバーサス2（2018年 - 2025年、ベルリ・ゼナム） - 4作品

2019年
- D×2 真・女神転生 リベレーション（シブキ）

2021年
- モンスターストライク（アヴァランチ）
- クイズRPG 魔法使いと黒猫のウィズ（ライ）
- ヴァンガード ZERO（新導クロノ）

2022年
- SDガンダム バトルアライアンス（ベルリ・ゼナム）

2023年
- エロイカ（セイ）

2024年
- 機動戦士ガンダム アーセナルベース（ベルリ・ゼナム）

2025年
- 機動戦士ガンダム U.C. ENGAGE（ベルリ・ゼナム）

### デジタルコミック
- A-Koe ボイスコミック『ノミノ』（2017年、ミツヤ[54]）
- GANMA! ムービングコミック『人形峠』（2018年、長壁直人）

### 吹き替え

#### 映画
- アウトロー・キング スコットランドの英雄 ※Netflix版
- アフター
- オーヴァーロード（チェイス〈イアン・ステッカー〉）
- フェノミナ（カール〈カスバー・カバローニ〉 他）

#### ドラマ
- Titans/タイタンズ（ガー / ビースト・ボーイ〈ライアン・ポッター〉）
- The 100/ハンドレッド（ジョーダン）
- フラーハウス（ボビー・ポプコ〈アイザック・プレスリー〉）
- BRAVE NEW WORLD/ブレイブ・ニュー・ワールド（ヘンリー・フォスター〈セン・ミツジ〉[55]）

#### アニメ
- デッド・エンド: ようこそ! オカルト遊園地へ（バーニー・ガットマン〈ザック・バラク〉）
- 紅き大魚の伝説（2018年）
- 古の王子と3つの花（2023年、タヌエカマニ / 美しき野生児 / 揚げ菓子の王子[56]）

### 舞台
- プレゼント◆5（2013年4月24日 - 28日、シアターサンモール） - 風間雪大 役[4]
- プレゼント◆5 side：三日月（2013年8月7日 - 11日、こどもの城 青山円形劇場） - 風間雪大 役[57]
- プレゼント◆5 -満月にリボンをかけて-（2013年10月30日 - 11月10日、CBGKシブゲキ!!/11月16日・17日、テレピアホール） - 風間雪大 役[4]
- プレゼント◆5 -恋するオトコは眠れない-（2014年） - 風間雪大 役[58]
- プレゼント◆5 -オレは絶対悪くない-（2014年5月2日 - 6日、紀伊國屋サザンシアター） - 風間雪大 役[4]
- CHaCK-UP 〜ねらわれた惑星〜（2015年1月7日 - 18日、紀伊國屋サザンシアター）[4]
- 極上文學 第11弾「人間椅子／魔術師」（2016年11月30日 - 12月4日、全労済ホール スペース・ゼロ/12月23日 - 25日、近鉄アート館） - 椅子職人 役[59]
- 演劇企画CRANQ「デッド・ビート・ダッド!」（2017年4月27日 - 5月1日、東京芸術劇場シアターウエスト）[60]
- ★KIRAKIRA VOICE LAND VOL.01★「LOVE ×LETTERS」（2017年6月3日・4日） - 海斗 役 / 大地 役[61]
- 演劇企画CRANQ「プリモ・ピアット〜聖夜のヒミツ〜」（2017年12月19日 - 24日、中目黒キンケロ・シアター）[62]

### ラジオ
※はインターネット配信。
- 増田俊樹と石井マークのRADIO MASTER,ON YOUR MARC(S)!（2014年、音泉※）
- ガンダム Gのレコンラジオ（2014年 - 2015年、funラジオ※）
- 魅惑ツアーズ <増田俊樹&石井マーク 編>（2014年、アニメイトTV※）
- 超えろ!ヴァンガードG（2015年、ラジオ大阪・HiBiKi Radio Station※）
- ラジオ ヴァンガードG 挑め!掴め!トライスリー!!!（2015年 - 2016年、HiBiKi Radio Station※）[63]
- ラジオ ヴァンガードG NEXT（2016年 - 2017年、ラジオ大阪・HiBiKi Radio Station※）[64]
- ラジオ ヴァンガードG Z（2017年 - 2018年、ラジオ大阪・HiBiKi Radio Station※）[65]

### ナレーション
- アニメマシテ（2017年7月4日 - 8月1日、テレビ東京）月1

### テレビ番組
※はインターネット配信。
- S.S.D.S.〜愛の究極診断(エクストリーム・テラー)（2012年 - 2013年、ニコニコ生放送※） - ウィリアム上月 役[4]
- サタデーヴァンガード1030（2015年10月3日 - 2016年3月26日、BSジャパン）[66]MC

### 映像商品
- DVD＆DJCD「魅惑ツアーズ 増田俊樹＆石井マーク編」前編・後編

### その他コンテンツ
- DAM『あにそんボーカル』「Gの閃光」[67]
- 文化放送モバイルplus『月刊 新・男前通信5月号〜月刊・石井マーク』（2016年5月[68]）

## ディスコグラフィ

### キャラクターソング
| 発売日  | 商品名                                                                             | 歌 | 楽曲                                                              | 備考                                                    |
| 2016年  | 2016年                                                                             | 2016年 | 2016年                                                            | 2016年                                                  |
| ------- | ---------------------------------------------------------------------------------- | --- | ----------------------------------------------------------------- | ------------------------------------------------------- |
| 3月30日 | 恋のワンダーランド                                                                 | Frep | 「恋のワンダーランド」                                            | ゲーム『Frep☆LOVE 〜彼はアイドル〜』関連曲              |
| 11月5日 | 告白TO→CHU                                                                         | Frep | 「告白TO→CHU」                                                    | ゲーム『Frep☆LOVE 〜彼はアイドル〜』関連曲              |
| 2017年  |                                                                                    | |                                                                   |                                                         |
| 2月22日 | Vanguard Best Album 3 主題歌集 I                                                   | 新導クロノ（石井マーク）、綺場シオン（榎木淳弥）、安城トコハ（新田恵海） | 「Hybrid Generation」                                             | テレビアニメ『カードファイト!! ヴァンガードG』関連曲    |
| 5月24日 | カフェdeパーリナイ ダンチョのお悩み俺らがまるっと秒で解決編SP 〜GRANBLUE FANTASY〜 | ローアイン（白石稔）、エルセム（石井マーク）、トモイ（榎木淳弥） | 「カフェdeパーリナイ ダンチョのお悩み俺らがまるっと秒で解決編SP」 | ゲーム『グランブルーファンタジー』関連曲                |
| 5月24日 | カフェdeパーリナイ ダンチョのお悩み俺らがまるっと秒で解決編SP 〜GRANBLUE FANTASY〜 | エルセム（石井マーク） | 「カフェdeパーリナイ ダンチョのお悩み俺らがまるっと秒で解決編SP」 | ゲーム『グランブルーファンタジー』関連曲                |
| 5月24日 | 「ラブ米」キャラソンCD vol.1 「米の飯より思し召し」                                | ひのひかり（石井マーク）、ささにしき（沢城千春）、ひとめぼれ（草摩そうすけ）、あきたこまち（小森未彩）、にこまる（玉城仁菜）                                                               | 「浪漫飛行〜ラブライスver.〜」                                    | テレビアニメ『ラブ米 -WE LOVE RICE-』主題歌             |
| 5月24日 | 「ラブ米」キャラソンCD vol.1 「米の飯より思し召し」                                | ひのひかり（石井マーク）あきたこまち（小森未彩）、にこまる（玉城仁菜） | 「Blend My Love」                                                 | テレビアニメ『ラブ米 -WE LOVE RICE-』挿入歌             |
| 6月14日 | 「ラブ米」キャラソンCD vol.2 「三度の飯も強し柔らかし」                            | ひのひかり（石井マーク）、ささにしき（沢城千春）、ひとめぼれ（草摩そうすけ）、あきたこまち（小森未彩）、にこまる（玉城仁菜）                                                               | 「Fine Dress」                                                    | テレビアニメ『ラブ米 -WE LOVE RICE-』挿入歌             |
| 7月12日 | 「ラブ米」キャラソンCD vol.3 「米を百里の外に負う」                                | ひのひかり（石井マーク）、ささにしき（沢城千春）、ひとめぼれ（草摩そうすけ）、あきたこまち（小森未彩）、にこまる（玉城仁菜）                                                               | 「Love at first sight」                                           | テレビアニメ『ラブ米 -WE LOVE RICE-』挿入歌             |
| 9月13日 | 「ラブ米」キャラソンCD vol.5 「千石万石も米五合」                                  | ひのひかり（石井マーク）、ささにしき（沢城千春）、ひとめぼれ（草摩そうすけ）、あきたこまち（小森未彩）、にこまる（玉城仁菜）                                                               | 「Going My Way」                                                  | テレビアニメ『ラブ米 -WE LOVE RICE-』挿入歌             |
| 9月13日 | 「ラブ米」キャラソンCD vol.5 「千石万石も米五合」                                  | ひのひかり（石井マーク）、ささにしき（沢城千春）、ひとめぼれ（草摩そうすけ）、あきたこまち（小森未彩）、にこまる（玉城仁菜）、アン（榎木淳弥）、ショック（鈴木裕斗）、キャリー（大河元気） | 「浪漫飛行〜米粉パンver.〜」                                      | テレビアニメ『ラブ米 -WE LOVE RICE-』エンディングテーマ |
| 2018年  |                                                                                    | |                                                                   |                                                         |
| 2月23日 | ラブ米二期作 DVD特典CD                                                             | ひのひかり（石井マーク）、ささにしき（沢城千春）、ひとめぼれ（草摩そうすけ）、あきたこまち（小森未彩）、にこまる（玉城仁菜）                                                               | 「HIKARI」                                                        | テレビアニメ『ラブ米 -WE LOVE RICE-』挿入歌             |

### シリーズ一覧
1. ↑  第1期（2014年 - 2015年）、第2期『ギアースクライシス編』（2015年 - 2016年）、第3期『ストライドゲート編』（2016年）、第4期『NEXT』（2016年 - 2017年）、第5期『Z』（2017年 - 2018年）
2. ↑  第2期『セカンドシーズン』（2015年 - 2016年）、第3期『烏野高校 VS 白鳥沢学園高校』（2016年）、第4期『TO THE TOP』第2クール（2020年）
3. ↑  第1期（2017年）、第2期『二期作』（2017年）
4. ↑  第1期（2018年）、第2期『II』（2021年）
5. ↑  第1シリーズ（2019年 - 2020年）、第2シリーズ（2021年）、第3シリーズ（2022年 - 2023年）
6. ↑  第1期（2020年）、第2期『r=1-sinθ』（2022年）
7. ↑  『フォース』（2015年）、『マキシブースト ON』（2016年 - 2017年）
8. ↑  『グランブルーファンタジー』（2015年 - 2024年）、『ヴァーサス』（2020年 - 2021年）、『ヴァーサス -ライジング-』（2023年 - 2024年）
9. ↑  『GENESIS』（2016年）、『CROSSRAYS』（2020年）
10. ↑  『エクストリームバーサス2』（2018年）、『クロスブースト』（2021年）、『オーバーブースト』（2023年）、『インフィニットブースト』（2025年）

### ユニットメンバー
1. ↑  佐藤光（上村祐翔）、羽白沙螺（代永翼）、長谷川創多（梅原裕一郎）、譜久山奏斗（石井マーク）、広沢悠真（佐藤拓也）